# 阿什沃思山
70°56′S 163°5′E / 70.933°S 163.083°E
阿什沃思山是南極洲的山峰，位於維多利亞地的彭內爾海岸，屬於鮑爾斯山脈的一部分，海拔高度2,060米，由澳大利亞探險隊命名，現時由南極條約體系管理。